# Viestursordenen
Viestursordenen (lettisk: Viestura ordenis, latin: Vesthardus Rex) er en lettisk militær orden oprettet den 11. august 1938. Ordenens motto er den latinske vending: "Confortamini et pugnate", som oversat betyder: "Vær stærk og kæmp". Ordenen blev første gang uddelt den 17. november 1938, og sidste gang den 13. juni 1940. Ordenen nåede kun at eksistere i 20 måneder, før Letland blev annekteret af Sovjetunionen. I 1938-1940 modtog 3.221 personer Viestursordenen – alle militærfolk. Ordnen blev genindført af Letland ved den lettiske lov om statslige dekorationer af 25. marts 2004.

## Klasser og æresgrader
Viestursordenen består af fem klasser:
- I — Kommandør af Storkorset (lielkrusta komandieris)
- II — Storofficer (lielvirsnieks)
- III — Kommandør (komandieris)
- IV — Officer (virsnieks)
- V — Kavaler (kavalieris)

Viestursordenen består af tre æresgrader:
- I grad — guld
- II grad — sølv
- III grad — bronze